# Buřňák šedý
Buřňák šedý (Calonectris diomedea) je velký vodní pták z čeledi buřňákovitých, s rozpětím křídel 112–126 cm. Hnízdí v koloniích na pobřeží Středozemního moře a Atlantského oceánu, zimuje v jižním Atlantiku. Výjimečně zalétl také do  České republiky, kde byl v polovině května 1936 střelen u Olomouce.

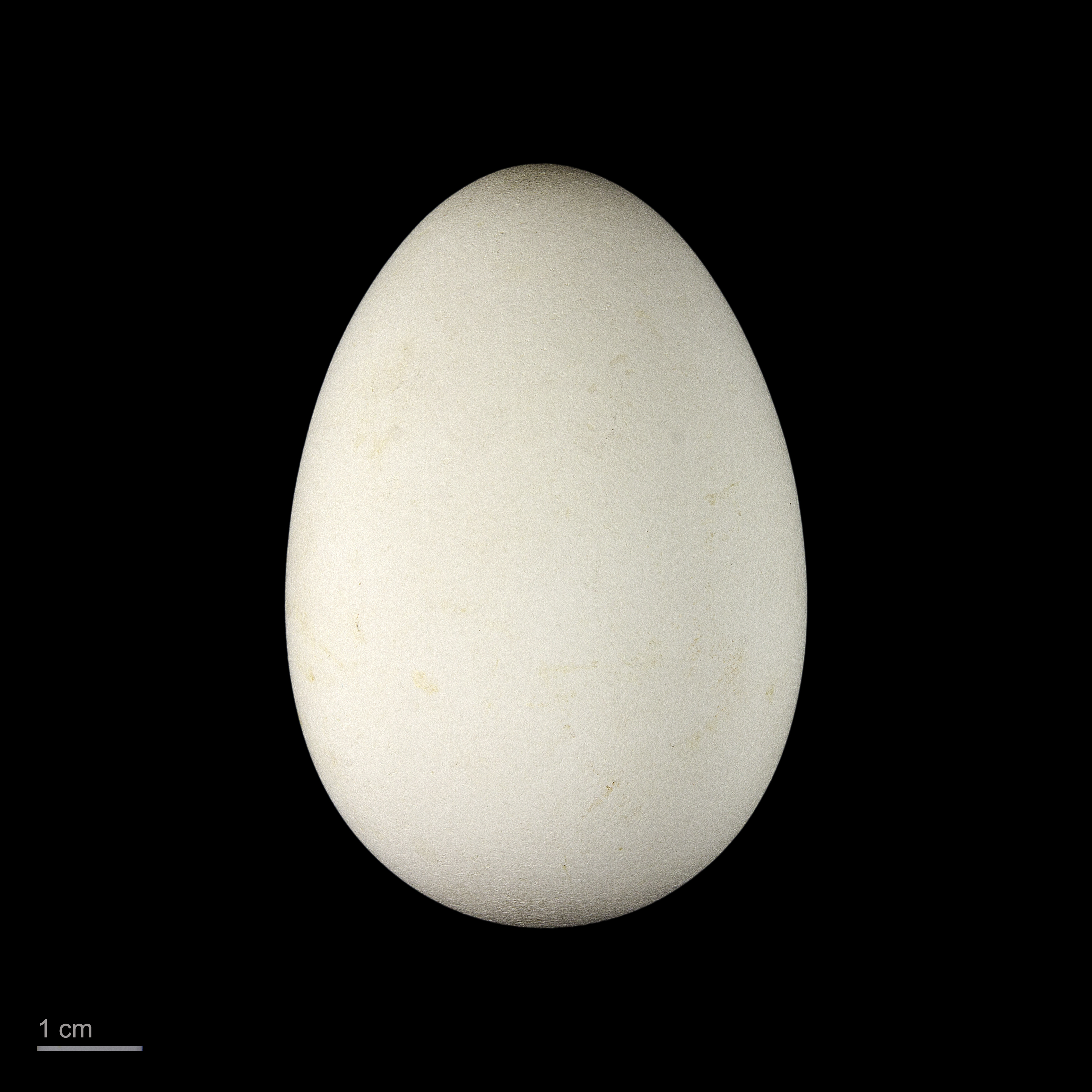
Vejce buřňáka šedého (Calonectris diomedea)